# Naturales quaestiones
Naturales quaestiones è un trattato di filosofia naturale e scientifica in sette libri composto da Seneca tra il 62 e il 64 d.C.

## Descrizione
L'opera è dedicata a Lucilio, amico di Seneca che all'epoca era Procurator Augusti in Sicilia. Lo scopo del trattato è far liberare le persone dalle superstizioni e dalla paura dei fenomeni naturali e della morte, in modo simile al De rerum natura di Lucrezio. Seneca alterna la descrizione di fenomeni naturali a considerazioni etiche: secondo lui la scienza serve solo se ha uno scopo morale, col fine di avvicinare gli uomini agli Dei e distoglierli dai beni materiali. Le riflessioni di Seneca vertono sui principi della dottrina stoica, che vedono tutto l'universo governato da un unico ordine divino e razionale, chiamato logos.
L'autore Seneca biasima le persone ricche dicendo che cercano di sottrarci i beni naturali, mercificando tutto, tanto che nulla è considerato buono se non viene pagato a caro prezzo. Come asserito nella prefazione al primo libro, per Seneca gli uomini devono avere fiducia nel progresso della scienza, poiché essa attraverso l'attenta osservazione dei fenomeni naturali conduce le persone alla perfezione morale e spirituale e alla salvezza, elevando le loro coscienze e avvicinandole ad una natura divina. Nel sesto libro una sezione descrive il terremoto che distrusse Pompei nel 62 d.C.

## Struttura

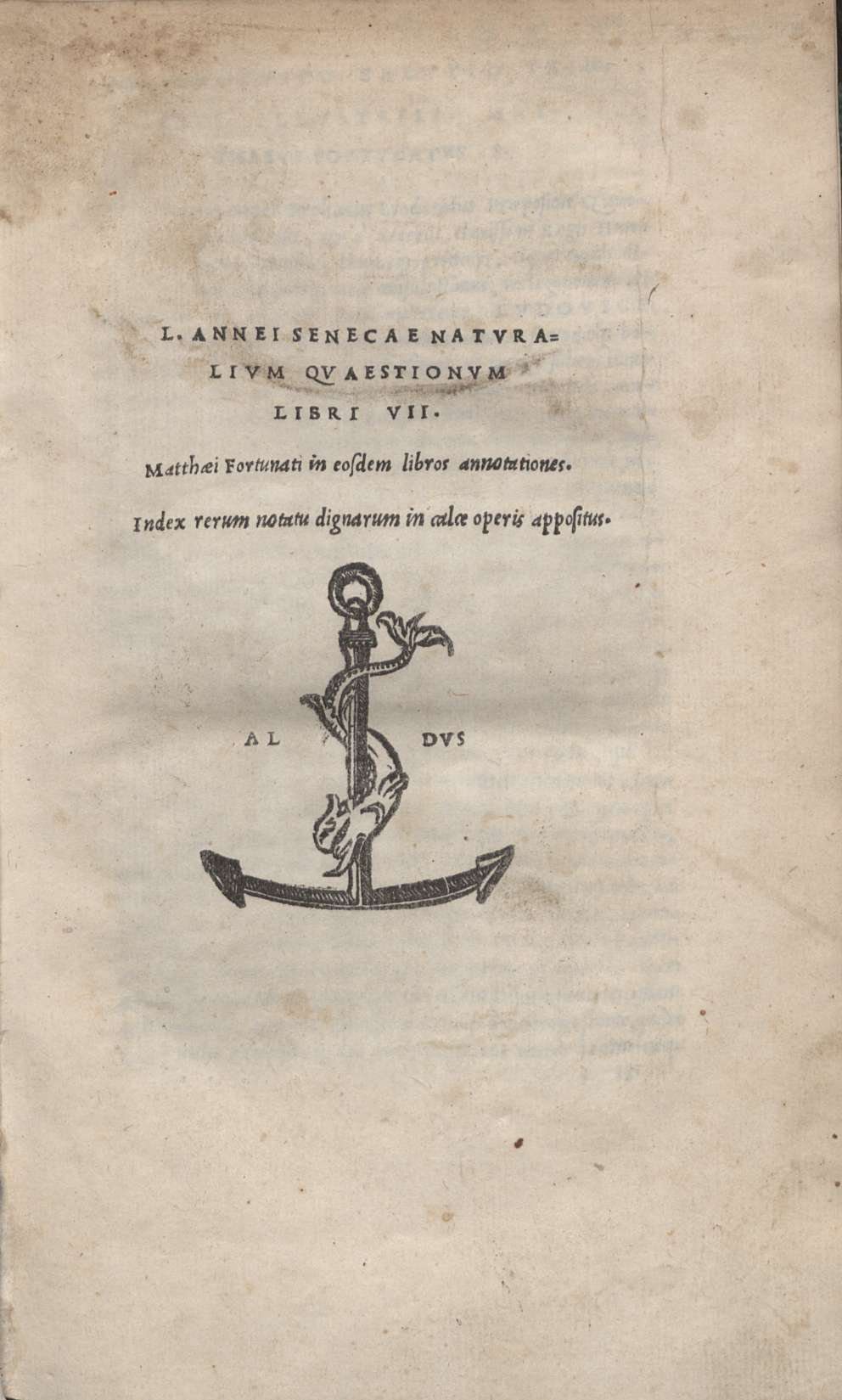
Frontespizio dell'edizione aldina delle Naturales quaestiones (1522)

Il trattato è costituito da sette libri, tuttavia le edizioni più recenti ne contano otto poiché alla fine dall'opera è presente la prima sezione del quarto libro. I contenuti concernono fenomeni naturali (celesti, meteorologici e terrestri). Ogni libro tratta di un fenomeno differente e sono così suddivisi: 
- Primo libro: i fuochi e gli specchi;
- Secondo libro: lampi e folgori;
- Terzo libro: le acque terrestri;
- Quarto libro: fenomeni atmosferici come neve, pioggia, grandine e le piene del Nilo;
- Quinto libro: i venti;
- Sesto libro: i terremoti;
- Settimo libro: le comete.